# Iliseva Batibasaga
Pas d'image ? Cliquez ici

a Compétitions nationales et continentales officielles uniquement.

b Matchs officiels uniquement.
Iliseva Batibasaga, née le 23 mars 1985 à Brisbane (Australie), est une joueuse internationale australienne de rugby à XV et internationale de rugby à sept évoluant au poste de demi de mêlée.

## Biographie
Iliseva Batibasaga naît le 23 mars 1985 à Brisbane en Australie, d'un père d'origine fidjienne, Isileli, qui a joué au rugby à XV pour l'équipe des Fidji et au rugby à sept. Ses cousins Lote Tuqiri, Nemani Nadolo, Tevita Kuridrani et Chris Kuridrani sont également des joueurs de rugby à XV.
En 2022, elle joue pour les Waratahs de Sydney. Elle compte 23 sélections en équipe d'Australie quand elle est retenue en septembre 2022 pour disputer la Coupe du monde en Nouvelle-Zélande.